# Goya en Burdeos
Goya en Burdeos (bra: Goya; prt: Goya em Bordéus)é um filme ítalo-espanhol de 1999, dos gêneros drama biográfico, ficção histórica e guerra,  escrito e dirigido por Carlos Saura sobre a vida do pintor e gravador espanhol Francisco de Goya.

## Elenco
| Ator/Atriz            | Personagem                                                   |
| --------------------- | ------------------------------------------------------------ |
| José Coronado         | Goya jovem                                                   |
| Dafne Fernández       | Rosario                                                      |
| Maribel Verdú         | Maria del Pilar Teresa Cayetana de Silva y Álvarez de Toledo |
| Eulalia Ramón         | Leocadia                                                     |
| Joauqin Climent       | Moratín                                                      |
| Cristina Espinosa     | Pepita Tudó                                                  |
| Emilio Gutiérrez Caba | José de la Cruz                                              |
| José María Pou        | Manuel de Godoy                                              |
| Saturnino García      | Cura y San Antonio                                           |
| Carlos Hipólito       | Juan Valdés                                                  |
| Francisco Rabal       | Goya velho                                                   |
| La Fura dels Baus     | Los desastres de la guerra                                   |

## Prêmios e indicações

### XIV edição do Premios Goya
| Ano  | Categoria                    | Candidato                                                  | Resultado |
| ---- | ---------------------------- | ---------------------------------------------------------- | --------- |
| 2000 | Melhor ator                  | Francisco Rabal                                            | Venceu    |
| 2000 | Melhor ator ator coadjuvante | José Coronado                                              | Indicado  |
| 2000 | Melhor fotografia            | Vittorio Storaro                                           | Venceu    |
| 2000 | Melhor edição                | Julia Juaniz                                               | Indicado  |
| 2000 | Melhor direção de arte       | Pierre-Louis Thévenet                                      | Venceu    |
| 2000 | Melhor direção de produção   | Carmen Martínez                                            | Indicado  |
| 2000 | Melhor figurino              | Pedro Moreno                                               | Venceu}   |
| 2000 | Melhor maquiagem             | José Quetglás Susana Sánchez Blanca Sánchez                | Venceu    |
| 2000 | Melhor mixagem de som        | Carlos Faruolo Alfonso Pino Alfonso Raposo Jaime Fernández | Indicado  |
| 2000 | Melhores efeitos especiais   | Reyes Abades Fabrizio Storaro                              | Indicado  |

### Festival Internacional de Cinema de Montreal
| Ano  | Categoria                        | Resultado |
| ---- | -------------------------------- | --------- |
| 1999 | Prémio de contribuição artística | Venceu    |
| 1999 | Prêmio do Júri Ecumênico         | Venceu    |

### Prémios do Cinema Europeu
| Ano  | Categoria         | Candidato        | Resultado |
| ---- | ----------------- | ---------------- | --------- |
| 2000 | Melhor fotografia | Vittorio Storaro | Venceu    |

### Satellite Awards
| Categoria                | Resultado                   |
| ------------------------ | --------------------------- |
| Melhor filme estrangeiro | Indicado[carece de fontes?] |